# Henk Schulte Nordholt (kunsthistoricus)
Niet te verwarren met: Henk Schulte Nordholt (Indonesiëkundige) of Henk Schulte Nordholt (sinoloog)
Hendrik (Henk) Schulte Nordholt (Zwolle, 8 maart 1909 - 9 november 1998) was een Nederlands kunsthistoricus en hoogleraar. Hij was directeur van het Kunsthistorisch Instituut in Rome.
Henk Schulte Nordholt was een broer van dichter en hoogleraar geschiedenis en cultuur van Noord-Amerika Jan Willem Schulte Nordholt en hoogleraar culturele antropologie Herman Gerrit Schulte Nordholt. Het gezin kende vijf broers en een zusje.

## Levensloop
Schulte Nordholt slaagde in 1939 cum laude voor zijn doctoraal examen Duits, geschiedenis en kunstgeschiedenis aan de Gemeentelijke Universiteit van Amsterdam. Aan het Rijnlands Lyceum in Wassenaar was hij van 1939 tot 1949 eerst leraar Duits en daarna geschiedenis. In 1943 werd hij korte tijd in de gevangenis van Scheveningen vastgezet door de Duitse bezetter. In december 1944 werd hij een nacht opgesloten in Zwartsluis, wat hem een besef van sterfelijkheid en van de betrekkelijkheid van het leven gaf.
Schulte Nordholt was een groot bewonderaar van de Zwitserse cultuur- en kunsthistoricus Jacob Burckhardt, aan wie hij uitvoerig aandacht besteedde in zijn historiografische proefschrift, Het beeld der Renaissance, dat de verering voor deze beweging behandelde die rond 1900 in Duitsland bestond. Hierop promoveerde hij in 1948 bij Jan Romein. Direct erna ontving hij van de Stichting voor Zuiver Wetenschappelijk Onderzoek een reisbeurs, waarna hij van 1949 tot 1950 in Italië verbleef voor onderzoek naar de Renaissance.
Hij was assistent kunstgeschiedenis bij Jan Gerrit van Gelder aan de Rijksuniversiteit Utrecht van 1951 tot 1953, waarop hij aantrad als hoogleraar kunst- en cultuurgeschiedenis aan de Rijksuniversiteit Groningen. Anders dan zijn collega's op andere universiteiten die thuis werkten en alleen op de universiteit verschenen om colleges te geven, richtte hij zijn werkkamer in aan de Oude Boteringestraat, met een bibliotheek, faciliteiten voor studenten en een eigen expositiezaal. Als bestuurslid was hij een grote stimulans voor het Groninger Museum. Hij bleef uiteindelijk twaalf jaar actief in Groningen, een tijd waarop hij in vijftien Brieven uit Italië terugblikte.
In 1965 werd Schulte Nordholt directeur van het Nederlands Instituut in Rome. Daarnaast had hij de functie van honorair ambassaderaad voor Culturele Zaken. In 1979 nam hij afscheid van het Instituut en verhuisde met zijn vrouw naar Orgia, ten zuiden van Siena. Kort hierop werd hij gevraagd als secretaris van de Accademia degli Arti del Disegno, die door Giorgio Vasari was gesticht in 1563. Van 1983 tot 1988 was hij voorzitter van de Accademia.
In 1997 keerde Schulte Nordholt met zijn vrouw terug naar Nederland. Dat jaar waren veel van zijn oud-studenten aanwezig bij de presentatie van zijn brievenboek Brieven uit Italië. Hij overleed een jaar later, op 9 november 1998.

## Publicaties (Selectie)
- Kunstgeschiedenis als wetenschap (1957)
- Het beeld der Renaissance; Een historiografische studie Amsterdam: Querido, 1948
- The Age of Rembrandt: Dutch Paintings and Drawings of the 17th Century. Tokyo: The National Museum of Western Art /Yomiuri Shimbun, 1968
- "Kunstgeschiedenis als wetenschap." in Dijksterhuis, E. J., ed. Scientia, handboek voor wetenschap, kunst en religie 2. Zeist: De Haan, 1957, pp. 1-20
- "Die geistesgeschichtliche Situation der Zeit um 1400." in Europäische kunst um 1400.  Wenen: Kunsthistorisches Museum, 1962, pp. 27-51
- Brieven uit Italië: aan mijn vroegere studenten over leven en werk. Groningen: Instituut voor Kunst- en Architectuurgeschiedenis, 1998.